# Alliopsis brevior
Alliopsis brevior este o specie de muște din genul Alliopsis, familia Anthomyiidae, descrisă de Huckett în anul 1965. Conform Catalogue of Life specia Alliopsis brevior nu are subspecii cunoscute.